# You'll Be Mine (chanson des Beatles)
Pistes inédites de Anthology 1
Hallelujah I Love Her So Cayenne
You'll Be Mine est une courte chanson, composée par Lennon/McCartney dans les premières années des Beatles, alors qu'ils étaient encore connu avec le nom The Quarrymen. 

## Historique
You'll Be Mine est une parodie humoristique inspirée du groupe The Ink Spots. On entend Paul McCartney, chanter en baryton, en décalage avec la voix de fausset aigu de John Lennon. Environ à mi-chemin, Lennon effectue un passage parlé avec des paroles encore plus farfelues que le reste de la chanson. L'enregistrement est de très mauvaise qualité mais son thème absurde lui donne un certain charme. On entend dans les paroles de John Lennon son amour des jeux de mots.
Enregistré dans la salle de bain familiale des McCartney en 1960, c'est le premier enregistrement attribué à Lennon/McCartney. Parmi les autres chansons enregistrées ce jour-là (Hallelujah I Love Her So et Cayenne), ce sont les seuls enregistrements publiés avec Stuart Sutcliffe à la basse. À cette époque, ce groupe d'amis se produisaient sous le nom The Quarrymen. 

## Personnel
- Paul McCartney – chant, guitare
- John Lennon – chœurs et partie parlée, guitare
- George Harrison – guitare
- Stuart Sutcliffe – basse[3]